# A Sun
A Sun (Originaltitel: Yángguāng Pǔzhào / 陽光普照) ist ein taiwanisches Filmdrama aus dem Jahr 2019. Regisseur und Co-Autor ist Chung Mong-hong. In den Hauptrollen spielen Chen Yi-wen, Samantha Ko, Wu Chien-ho und Liu Kuan-ting. Premiere hatte der Film am 6. September 2019 beim Toronto International Film Festival. Weltweit erschien der Film am 24. Januar 2020 bei Netflix.
Der Film konnte beim bedeutenden Golden Horse Film Festival mehrere Preise gewinnen und wurde als taiwanischer Beitrag für den besten internationalen Film für die Oscarverleihung 2021 eingereicht.

## Handlung
Der Fahrlehrer A-Wen lebt mit seiner Frau und seinen beiden Söhnen in Taipeh, als plötzlich das gesamte Familienleben aus den Fugen gerät. Der jüngste Sohn A-Ho greift mit seinem besten Kumpel Radish mit Messern bewaffnet einen Mitschüler an und verletzt diesen schwer. Vor Gericht beschuldigen sich die beiden Freunde gegenseitig und werden zu Freiheitsstrafen im Jugendgefängnis verurteilt. Vater A-Wen ermutigt den Richter sogar noch, seinen Sohn besonders hart zu bestrafen, da er von diesem längst enttäuscht ist. Die Hoffnungen des Vaters ruhen auf seinem ältesten Sohn A-Hao, der später einmal Arzt werden soll. Doch auch während A-Ho im Gefängnis ist, reißen die Probleme der Familie nicht ab.
Eines Tages steht Xiao-Yu, die Freundin von A-Ho, mit ihrer Tante vor der Tür und berichtet, dass sie schwanger von A-Ho ist. Obwohl Xiao-Yus Familie erst vor Gericht ziehen will, finden die beiden Familien eine einvernehmliche Lösung und Mutter Quin unterstützt ihre Schwiegertochter in spe bei ihrer Schwangerschaft und hilft ihr ebenso bei ihrer Ausbildung.
Der nächste Schicksalsschlag für die Familie folgt nur kurze Zeit später, als sich der älteste Sohn A-Hao überraschend vom Wohnhausdach stürzt und sich damit das Leben nimmt. Bei der Beerdigung von A-Hao sehen sich A-Ho und seine Freundin Xiao-Yu zum ersten Mal seit der Inhaftierung wieder, da Besuche nur für Familienmitglieder vorbehalten sind. Aus diesem Grund heiraten die beiden auch kurze Zeit später im Gefängnis.
Nach eineinhalb Jahren Jugendgefängnis kommt A-Ho frei und zieht zu seiner Familie, bei der jetzt auch seine Frau und Sohn wohnen. Vater A-Wen, der seinem Sohn nicht vergeben kann, zieht daraufhin aus und schläft in der Fahrschule, in der er arbeitet. A-Ho findet trotz seiner kriminellen Vergangenheit einen Job bei einer Autowaschanlage und versucht ein aufrichtiges Leben zu beginnen.
Die kriminelle Vergangenheit holt ihn aber wieder ein, als sein Jugendfreund Radish nach drei Jahren aus dem Gefängnis entlassen wird und A-Ho dazu zwingt, kleinere kriminelle Aufträge für ihn auszuführen. Bei einem der Aufträge fahren die beiden gemeinsam zu einem Waldstück. Während A-Ho für eine Übergabe andere Kriminelle im Wald trifft, wartet Radish im Auto an der Straße. Als A-Ho zurück zum Auto kommt ist Radish verschwunden.
A-Wen und seine Frau Qin besuchen das Grab von A-Hao und wandern danach auf einen Hügel in der Nähe des Friedhofs. Nachdem Qin ihren Mann damit konfrontiert, dass er sich nicht um seinen Sohn gekümmert hat, berichtet A-Wen, dass er die letzten Wochen seinen Sohn überwacht und verfolgt hat und für das Verschwinden Radishs verantwortlich ist, da er diesen als Verantwortlichen für die ganze Misere ausgemacht hat.

## Auszeichnungen
Bei der 56. Ausgabe des Golden Horse Film Festival wurde A Sun in elf Kategorien nominiert und konnte sechs davon gewinnen, unter anderem den Hauptpreis, den Golden Horse Award für den besten Film. Daneben wurde Chung Mong-hong als bester Regisseur, Chen Yi-wen als bester Hauptdarsteller, Liu Kuan-ting als bester Nebendarsteller und Lai Hsiu-hsiung für den besten Filmschnitt ausgezeichnet. Der Audio Choice Award ging ebenfalls an A Sun.
Für den besten internationalen Film für die Oscarverleihung 2021 wurde A Sun als taiwanischer Beitrag eingereicht. Darüber hinaus gelangte der Film auch in die Vorauswahl für die Golden Globe Awards 2021 (Bester fremdsprachiger Film).